# Platja de Sant Simó
La platja de Sant Simó és una platja de la costa del Maresme, situada en un entorn agrícola i minoritàriament urbà, al municipi de Mataró (Maresme). Limita al sud-oest amb la riera de Sant Simó, que li dona nom i que la separa de la platja del Callao, i pel seu extrem nord-est, està oberta a una zona d'escullera fins al límit municipal de Sant Andreu de Llavaneres. Orientada al sud-sud-est, té una longitud de 884 metres i una amplada mitjana de 23 metres, formada per sorra molt gruixuda i un pendent d'entrada a l'aigua molt fort. Disposa de servei de socorrisme i de Creu Roja, torre de vigilància, dutxes, quiosquets, instal·lacions esportives i sanitaris. Una part de la platja és nudista.
L'Agència Catalana de l'Aigua efectua un control setmanal de la qualitat de l'aigua, durant la temporada de bany, amb el resultat d'excel·lent.